# ティレル・011
ティレル・011（Tyrrell 011）は、ティレルが1981年のF1世界選手権参戦用に開発したF1マシン。設計はモーリス・フィリップとブライアン・リスルズ。1981年シーズンから1983年シーズンにかけて使用された。ティレルチーム最後の優勝マシンである。

## 概要
ティレル・011は、当時としてはオーソドックスなアルミモノコックのウイングカーである。フロントサスペンションにプルロッド式を採用しているのが特徴だった。009がロータス・79、010がウィリアムズ・FW07など他チームのマシンをコピーした（ような）デザインだったのに対し、011は独自のデザインだった。

## 1981年
第9戦イギリスGPの予選に初投入され、この際はエースのエディ・チーバーのみに与えられたが、旧型の010に乗る新人ミケーレ・アルボレートに1.5秒も遅れたタイムしか記録できないままチーバーがクラッシュし、レースデビューは次のドイツGPとなる。そのドイツGPでチーバーが5位入賞。しかし信頼性が不足し、以降のレースではリタイアか、下位に沈むことになった。この年はグッドイヤーの撤退騒動の影響で序盤をミシュラン、中盤からエイヴォンと復帰したグッドイヤーと異なる3メーカーのタイヤを使用したが、オーストリアGP以降チーバーがグッドイヤー、アルボレートがドイツGPからエイヴォンを使用した。

## 1982年
この年からリヤサスペンションもプルロッド式となる。また、フロアパネルはカーボン製となり、8kg軽量化された。チームは資金不足だったが信頼性は改善され、成績は上向く。予選では下位に沈むことが多かったが、レースペースは速かった。エースに昇格したアルボレートは予選3位を獲得した最終戦ラスベガスGPで初優勝を遂げた。

## 1983年
レギュレーション変更によりフラットボトムとなり、ダウンフォースを得るためにフロントウイングが装着され、サイドポンツーンは空力的な役割が低くなったと判断されて小型化された。シーズン前にはノーズにラジエーターを配置する案をテストするが、ハンドリングが悪化し、採用されなかった。改良型DFVエンジンであるDFYが投入されるもののターボ車に対抗するのは困難だったが、第7戦デトロイトGPではアルボレートが勝利した。この優勝がDFVエンジンとティレルの最後の勝利となった。第11戦オーストリアGP以降新型012が投入されると、011は第13戦イタリアGPを最後に退いた。

## F1における全成績
(key) （太字はポールポジション、斜体はファステストラップ）
| 年     | チーム                     | エンジン              | タイヤ | ドライバー             | 1   | 2   | 3   | 4   | 5   | 6   | 7   | 8   | 9   | 10  | 11  | 12  | 13  | 14  | 15  | 16  | ポイント | 順位 |
| ------ | -------------------------- | --------------------- | ------ | ---------------------- | --- | --- | --- | --- | --- | --- | --- | --- | --- | --- | --- | --- | --- | --- | --- | --- | -------- | ---- |
| 1981年 | ティレル・レーシングチーム | コスワース・DFV V8 NA | A G    |                        | USW | BRA | ARG | SMR | BEL | MON | ESP | FRA | GBR | GER | AUT | NED | ITA | CAN | CPL |     | 10*      | 10位 |
| 1981年 | ティレル・レーシングチーム | コスワース・DFV V8 NA | A G    | エディ・チーバー       |     |     |     |     |     |     |     |     |     | 5   | DNQ | Ret | Ret | 12  | Ret |     | 10*      | 10位 |
| 1981年 | ティレル・レーシングチーム | コスワース・DFV V8 NA | A G    | ミケーレ・アルボレート |     |     |     |     |     |     |     |     |     |     |     | 9   | Ret | 11  | 13  |     | 10*      | 10位 |
| 1982年 | ティレル・レーシングチーム | コスワース・DFV V8 NA | G      |                        | RSA | BRA | USW | SMR | BEL | MON | DET | CAN | NED | GBR | FRA | GER | AUT | SUI | ITA | CPL | 25       | 6位  |
| 1982年 | ティレル・レーシングチーム | コスワース・DFV V8 NA | G      | ミケーレ・アルボレート | 7   | 4   | 4   | 3   | Ret | 10  | Ret | Ret | 7   | Ret | 6   | 4   | Ret | 7   | 5   | 1   | 25       | 6位  |
| 1982年 | ティレル・レーシングチーム | コスワース・DFV V8 NA | G      | ブライアン・ヘントン   |     |     |     | Ret | Ret | 8   | 9   | NC  | Ret | 8   | 10  | 7   | Ret | 11  | Ret | 8   | 25       | 6位  |
| 1982年 | ティレル・レーシングチーム | コスワース・DFV V8 NA | G      | スリム・ボルグッド     | 16  | 7   | 10  |     |     |     |     |     |     |     |     |     |     |     |     |     | 25       | 6位  |
| 1983年 | ベネトン チーム・ティレル  | コスワース・DFY V8 NA | G      |                        | BRA | USW | FRA | SMR | MON | BEL | DET | CAN | GBR | GER | AUT | NED | ITA | EUR | RSA |     | 12*      | 7位  |
| 1983年 | ベネトン チーム・ティレル  | コスワース・DFY V8 NA | G      | ミケーレ・アルボレート | Ret | 9   | 8   | Ret | Ret | 14  | 1   | 8   | 13  | Ret |     |     |     |     |     |     | 12*      | 7位  |
| 1983年 | ベネトン チーム・ティレル  | コスワース・DFY V8 NA | G      | ダニー・サリバン       | 11  | 8   | Ret | Ret | 5   | 12  | Ret | DSQ | 14  | 12  | Ret | Ret | Ret |     |     |     | 12*      | 7位  |

* 1981年の6ポイントはティレル・010による。
* 1983年の1ポイントはティレル・012による。